# Biblioteca dell'Università di Gand
La Biblioteca dell'Università di Gand (in olandese: Universiteitsbibliotheek Gent) si trova nella città di Gand, in Belgio. Serve la comunità universitaria di studenti e ricercatori accademici.

## Storia
Dopo la fondazione dell'Università di Gand nel 1817, i libri confiscati dallo stato durante il periodo francese furono dati all'università.
Nel 1942 fu aperta la Torre del Libro (Boekentoren), situata accanto al Blandijn, che ospita la Facoltà di Lettere e Filosofia. Progettata da Henry van de Velde, da allora è stata la principale caratteristica architettonica della biblioteca.
La biblioteca si è evoluta negli ultimi anni, concentrandosi sul decentramento e sul networking piuttosto che su una struttura centrale. Alcune raccolte di libri si trovano nelle biblioteche delle facoltà; ma alcuni libri sono convenzionalmente raccolti nella biblioteca dell'Università.

## Digitalizzazione
All'interno della rete UGent è  disponibile una gamma di risorse elettroniche da considerarsi come parte di una biblioteca digitale. La Biblioteca ha anche aderito al Google Books Library Project nella digitalizzazione dei libri per renderli più ampiamente accessibili online.